# لایج کانلی
لایج کانلی (انگلیسی: Lige Conley؛ ‏ ۵ دسامبر ۱۸۹۷ – ۱۱ دسامبر ۱۹۳۷) بازیگر فیلم‌های صامت اهل ایالات متحده آمریکا بود.

## گزیدهٔ فیلم‌شناسی
- تنها پدرش
- دِین خود را ادا کن
- رأی‌ها را بشمارید
- پول کاغذی
- هل نده
- رئیس بزرگ سرخپوستان
- باقی پولت را بشمار
- حکمران و پیروانش
- چاپ سویی اند کو
- شاهزاده
- هرگز به من دست نزد
- یک سرباز وظیفه در سیبری
- از پدر بپرس
- با همرقص‌هایت سوئینگ برقص
- خودشه
- بیرون کردن میکروب‌ها از آلمان
- بخت خود را بیازما
- آیا کلاهبرداران دغل‌کار هستند؟
- جایی در ترکیه
- بگیرش، گردن‌کلفت!
- مشغله ذهنی
- سلام!
- اخراج‌شده
- آتش‌نشان فرزند مرا نجات بده
- سبیل‌ها را تاب بده
- قهرمان یک شهر کوچک
- ایده بزرگ
- با عجله
- رِند شهری
- خانم‌ها وارد می‌شوند
- لطفاً دلپذیر باش
- یک عروسی بنزینی
- بیا بریم
- دوباره بزنش
- بزن به چاک
- همسرم باش
- یک زندگی پرهیجان